# 粉絲文化
粉絲文化，又稱為粉都、迷文化、饭圈，是指对某个事物有共同兴趣的愛好者（fan，音译为“粉絲”）所形成的亚文化。一個典型的粉絲對於其所喜好的某一特定對象的一個小細節都感到强烈的迷戀，並為此花上大量的時間精力，通常會通過社交網站實現某一特定目的（例如為偶像籌款）；這一點有區別於抱有一般好感的普通粉絲。
粉丝文化可以围绕人类兴趣和活动的任何一个方面形成并发展起来，粉丝的兴趣主题可以很具体，比如某个系列作品或某个明星，也可以涵盖整个爱好、音乐流派或时尚领域。根據牛津英語詞典，能夠確認到的最早使用紀錄是在1903年，指的是以體育為興趣的現象（對體育的興趣）。
许多爱好者的活动都是重叠的。有许多大型会展迎合了电影、漫画、动漫、电视节目、Cosplay 等爱好者的需求，并提供了买卖相关商品的机会。国际动漫大会（Comic Con International）、Wondercon、Dragon Con 和纽约动漫大会（New York Comic Con）等年度大会都是一些比较知名且参与度很高的活动。

## 起源
女性主义学者阿德里安娜-瓦德维茨（Adrianne Wadewitz）举例说，19 世纪作家简-奥斯汀（Jane Austen）的信徒简派（Janeites）是最早的粉丝亚文化，大约始于 1870 年。 另一个早期的例子是文学侦探福尔摩斯（Sherlock Holmes）的粉丝， 他们在福尔摩斯于 1893 年被 "杀害 "后举行公开哀悼示威，并早在 1897 年至 1902 年间就创作了一些最早的粉丝小说。  在媒体范围之外，铁路爱好者是另一个起源于 19 世纪晚期的早期爱好者，他们在 20 世纪初的头几十年里开始流行起来并组织得越来越严密。
现代各种有组织的西方粉丝亚文化起源于科幻小说和奇幻小说的粉丝群体。科幻小说迷的历史可以追溯到 20 世纪 30 年代，在全球许多城市都有有组织的俱乐部和协会。自 1939 年以来，科幻迷们每年都会举办世界科幻大会以及许多其他活动，并创造了自己的行话，有时被称为 "科幻迷语"（fanspeak）。 
20 世纪 70 年代初，媒体迷从科幻迷中分离出来，专注于《星际迷航》等电视和电影媒体特许经营项目中的人物关系。 这些特许经营项目的粉丝们创作了粉丝艺术和粉丝小说等创意产品，而当时典型的科幻迷则专注于批判性讨论。
动漫迷始于 20 世纪 70 年代的日本。在动漫开始在美国获得授权之前，想要获得动漫的粉丝会泄露动漫电影的拷贝，并为其添加字幕，与社区中的朋友交换，这标志着粉丝配音的开始。
20 世纪的音乐粉丝与流行音乐文化的兴起相吻合，围绕着粉丝对特定音乐艺术家、乐队或流派的集体热情和奉献精神展开。音乐粉丝的常见参与形式包括参加音乐会、创作粉丝艺术作品、参与网络社区以及消费与他们喜欢的艺术家相关的媒体。
其他具有重要粉丝群的主题包括视频游戏、体育、电影、肥皂剧和名人。

## 参与粉丝活动
粉丝成员之间相互联系，经常参加粉丝大会，出版和交换粉丝杂志和通讯。业余新闻协会是另一种形式的粉丝出版物和联络渠道。这些亚文化最初使用印刷媒体，现在已将其大部分交流和互动转移到互联网上，互联网也用于存档与特定粉丝群相关的详细信息。通常，粉丝们聚集在论坛和讨论板上，分享他们对特定作品的喜爱和批评。这种聚集会导致粉丝内部高度的组织化和社区化，同时也会导致内讧。虽然大多数讨论区都有一定程度的等级制度，某些贡献者可能比其他人更受重视，但新来者通常都会受到欢迎。最重要的是，这类讨论区可以对媒体本身产生影响，电视剧《欢乐合唱团》就是一个例子。
有些粉丝会写粉丝小说（"fanfic"），即以自己选择的粉丝世界和人物为原型的故事。粉丝小说可能会也可能不会与故事的正统内容相结合；有时粉丝们会在不同的场景中使用故事中的人物，而这些场景与情节主线完全无关。
特别是在一些活动中，粉丝们还会参与 Cosplay，即按照原作中人物的形象设计和穿着服装，还可以结合角色扮演、重现场景或根据所选原作的灵感发明可能的动作。
还有一些活跃的粉丝组织参与慈善事业并产生积极的社会影响。例如，"哈利-波特联盟"（Harry Potter Alliance）是一个民间组织，有很强的网络成分，围绕人权问题开展活动，通常与其他宣传和非营利组织合作；其成员偏向于大学及以上年龄段。

## 争议
但对粉丝文化，社会各界都有不少争议。因为对饭圈文化的投入过度而也产生了许多负面事件，中國大陸演藝圈內，如2020年的肖战事件，由于肖战粉丝认为一篇同人小说有意侮辱肖战，从而集体举报小说刊登网站AO3作品库以致其在中国大陆被屏蔽。又如2021年《青春有你3》倒牛奶事件，因为要给“哥哥”投票，有粉丝团买了许多牛奶倒掉，只留下瓶盖给“哥哥”打榜。再者2021年的趙麗穎飯圈亂象禁言事件，趙麗穎粉丝因在微博「拉踩引戰，惡意組織召集網友發動圍攻、尋釁滋事」，粉絲群的多個官方微博或大V被大規模禁言或永久禁言，成為了自清朗行動以來，首個因「互撕」遭大規模禁言的。其官方工作室被微博禁言15天， 成了平台史上受此懲戒的第一人。多家央媒就此飯圈亂象發聲，包括人民日報、光明日報和央視網評。粉丝团与粉丝文化也因此招致反感。
饭圈文化也蔓延至体育圈、学术圈等，例如全红婵粉丝们不接受其获得女子单人10米台亚军，在社交媒体上发泄怒气，怒斥裁判刻意压分，甚至攻击获得冠军的陈芋汐及其家人。北京大学助理教授韦东奕，多次辟谣自己从北大离职的谣言。2024年8月，巴黎奥运会乒乓球女子单打决赛，陈梦以4比2战胜孙颖莎，比赛期间不少孙颖莎粉丝在陈梦获胜时发出嘘声，更有观众对陈梦竖中指，有孙颖莎粉丝不满比赛结果，在网上发表诋毁造谣言论，谩骂攻击包括陈梦、马琳在内的中国乒乓球队队员和教练员，因此被北京市公安机关刑事拘留。
饭圈文化衍生的网络暴力与隐私侵害问题还因多起“开盒”事件引发社会关注。2025年3月，一名13岁未成年人对孕妇实施“开盒”，这种通过非法手段获取并公开其个人信息，折射出饭圈群体极化行为向公共领域的渗透。经过后续追踪发现该未成年人是百度副总裁女儿，网友质疑涉事者是否利用企业数据库获取信息，导致企业数据安全与高管责任也成为舆论焦点。